# Liste des cathédrales des Bahamas
Cet article recense les cathédrales des Bahamas.
Les Bahamas possèdent plusieurs cathédrales.

## Catholique romain
- Cathédrale Saint-François-Xavier à Nassau.

## Anglican
- Cathédrale du Christ à Nassau.